# Fritz Balthes
Fritz Balthes, eigentlich Friedrich Balthes, (* 20. Juni 1882 in Schäßburg; † 1914 in Serbien vermisst) war ein siebenbürgisch-sächsischer Architekt.

## Leben

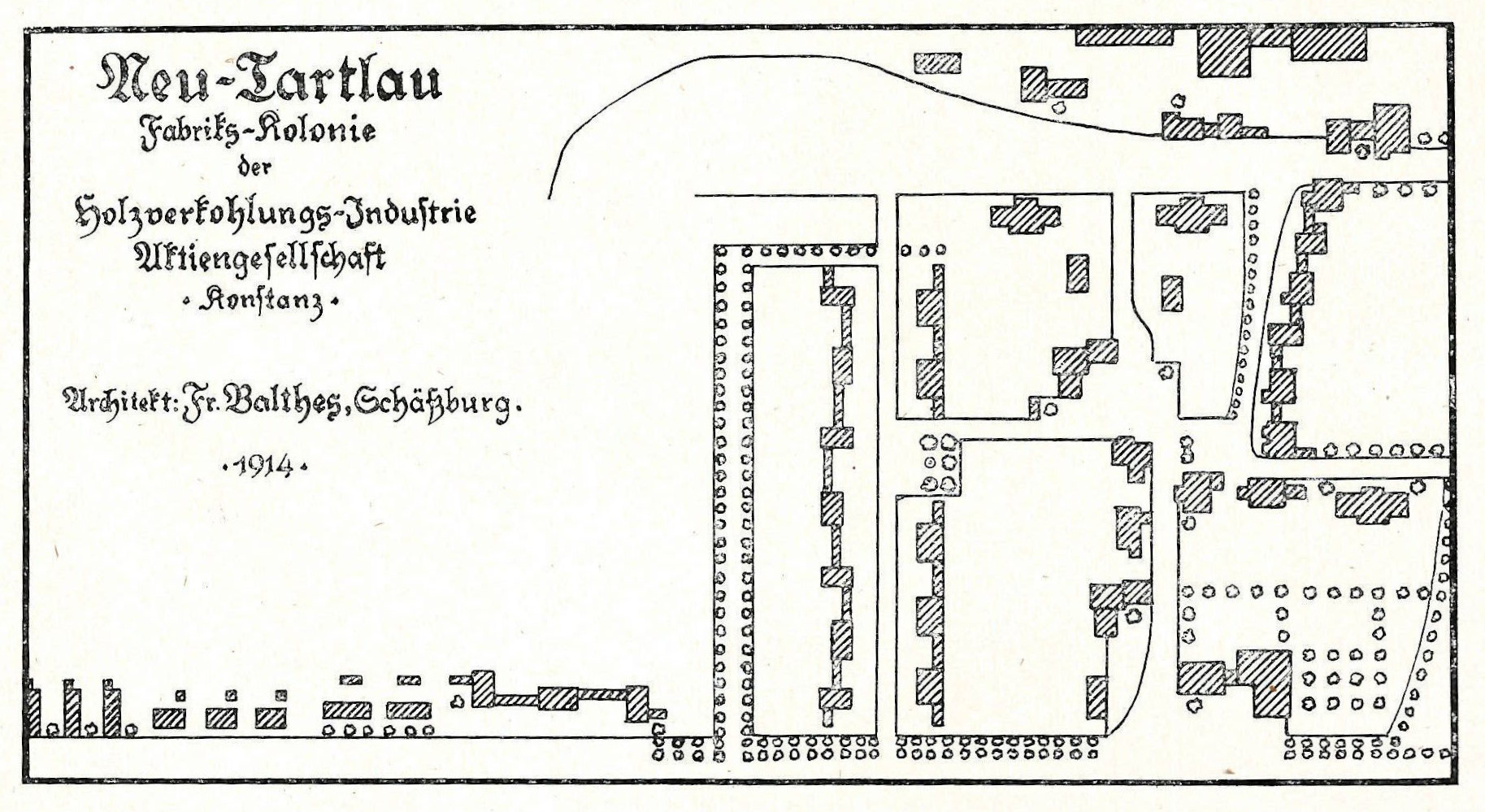
Entwurfsplan für Neu-Tartlau (1914)

Balthes Eltern waren der Finanzbeamte Julius Balthes und dessen Frau Josefine, geb. Fronius. Balthes hatte vier Geschwister, die Mutter starb, als er zwölf Jahre alt war. Er besuchte das Gymnasium in Schäßburg und studierte anschließend an der Technischen Hochschule in Charlottenburg, in München und an der Technischen Hochschule in Karlsruhe, wo er 1905 sein Diplom erhielt. Während seines Studiums unternahm er Studienreisen nach Venedig, ins Elsass und in den Schwarzwald. Nach der Beendigung des Studiums arbeitete Balthes zunächst beim Architekten Otto March in Berlin. 1906/07 musste er als ungarischer Staatsbürger Militärdienst leisten.

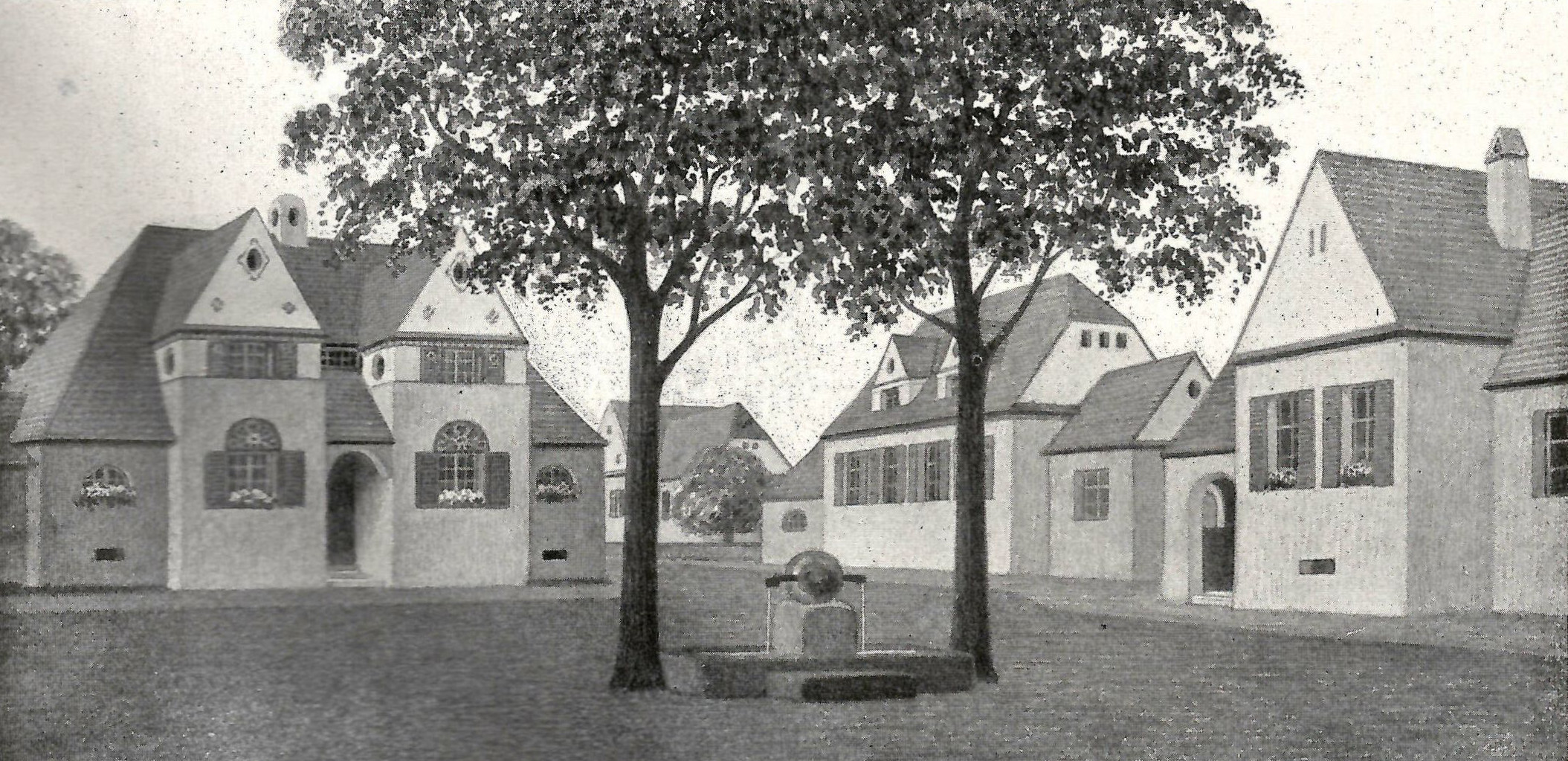
Geplantes Straßenbild in Neu-Tartlau

1909 machte sich Balthes als Architekt in Schäßburg selbstständig. Er entwarf in den folgenden Jahren Schulen, Pfarr- und Gemeindehäuser sowie andere öffentliche und private Gebäude. In der Anfangszeit war Balthes auch mit Bauaufnahmen und Restaurierungen historischer Gebäude beschäftigt. 1914 plante er die Gartenstadt Neu-Tartlau, die zwischen Kronstadt und Tartlau gebaut werden sollte.
Balthes war daneben auch im „Sebastian-Hann-Verein für heimische Kunstbestrebungen“ aktiv. Im Rahmen der Generalversammlung des Vereins 1908 erarbeitete Balthes eine Fotoausstellung, die gute und schlechte Baubeispiele in Siebenbürgen zeigte.
1914 zog er als Soldat in den Ersten Weltkrieg. Er fiel schon im ersten Kriegsjahr unter ungeklärten Umständen in Serbien. Laut einer Vermisstenanzeige seiner Familie vom Juni 1916 war er zuletzt am 15. Dezember 1914 in Semlin und Belgrad gesehen worden und galt als vermisst.
Die „Baukanzlei Fritz Balthes“ wurde nach Balthes' Tod von seinen engsten Mitarbeitern weitergeführt.

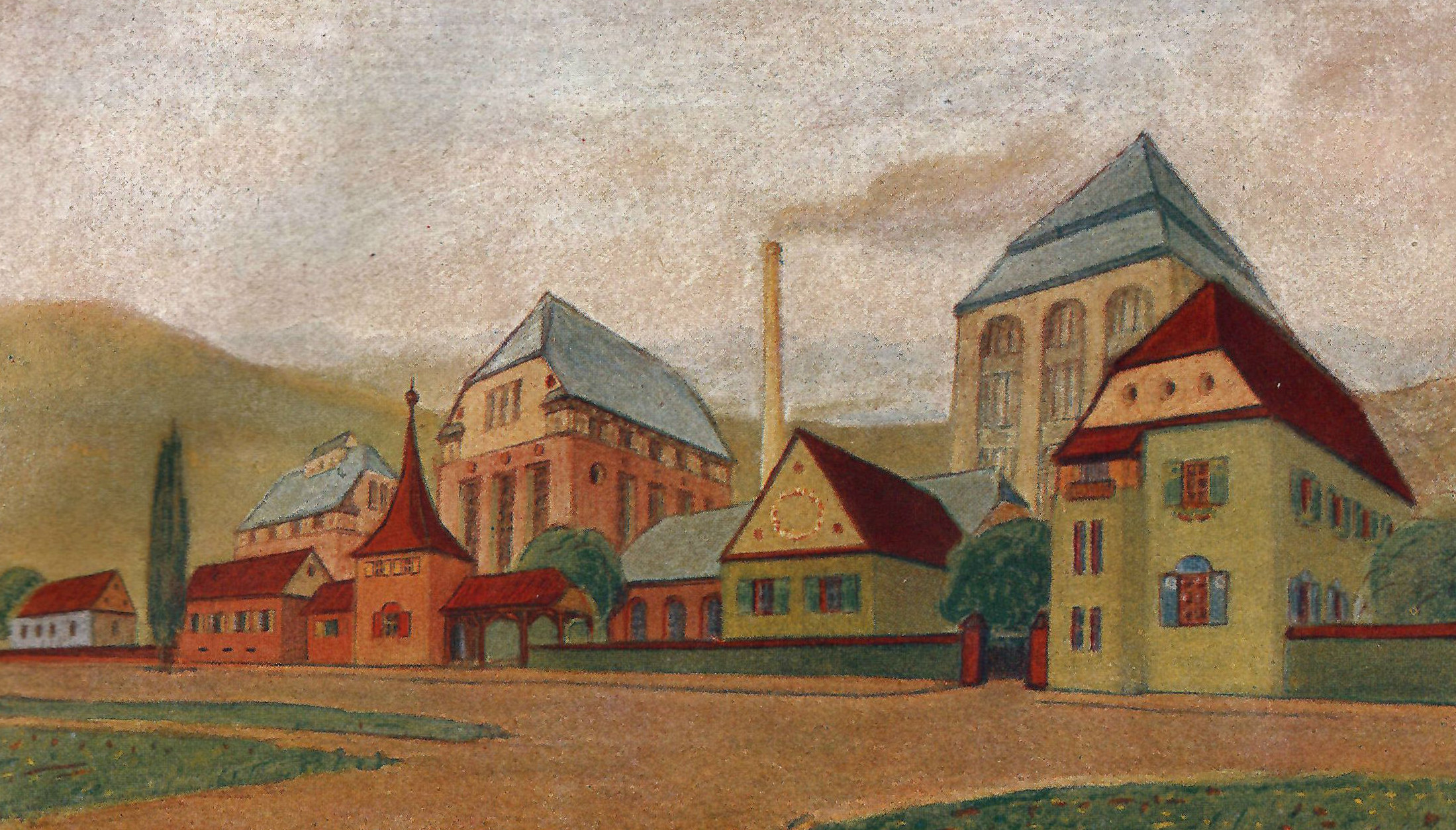
Geplante Fabrikbauten für Neu-Tartlau

## Bauten
- 1908–1912: Gebäudes des Evangelischen Gymnasiums A. B. Mediasch (heute Liceul Teoretic Stephan Ludwig Roth)[3]
- 1909: Gemeindewirtshaus „Im Krug zum grünen Kranze“ in Schönberg
- 1909–1910: Umgestaltung der Evangelischen Volksschule A. B. in Kleinschenk
- 1910: Wohnhaus Dr. Michael Fograscher in Hermannstadt
- 1910: Wohnhaus Eugen Schotsch in Schäßburg
- 1910–1912: Hotel „Zum Goldenen Stern“ in Schäßburg
- 1911: Pfandbriefanstalt der Siebenbürgischen Sparkasse in Mediasch
- 1911: Restaurierung und Umgestaltung der Ringmauer der Kirchenburg und des Kirchenportals in Heltau
- 1911–1913: Evangelisches Gemeindehaus in Martinsberg
- 1911–1913: Planung und Bau des Studentendenkmals in Marienburg im Burzenland
- 1912: Wohnhaus Fritz Schiel in Bușteni
- 1912–1913: Umbau der Evangelischen Volksschule A. B. in Gürteln
- 1912–1913: Umbau der Evangelischen Volksschule A. B. in Braller
- 1914: Pfarrhaus in Neithausen
- 1914: Gemeindesaal in Schönberg
- 1914: Kindergarten in Agnetheln
- 1914: Evangelische Volksschule A. B. in Zied